# Philippe Ricord

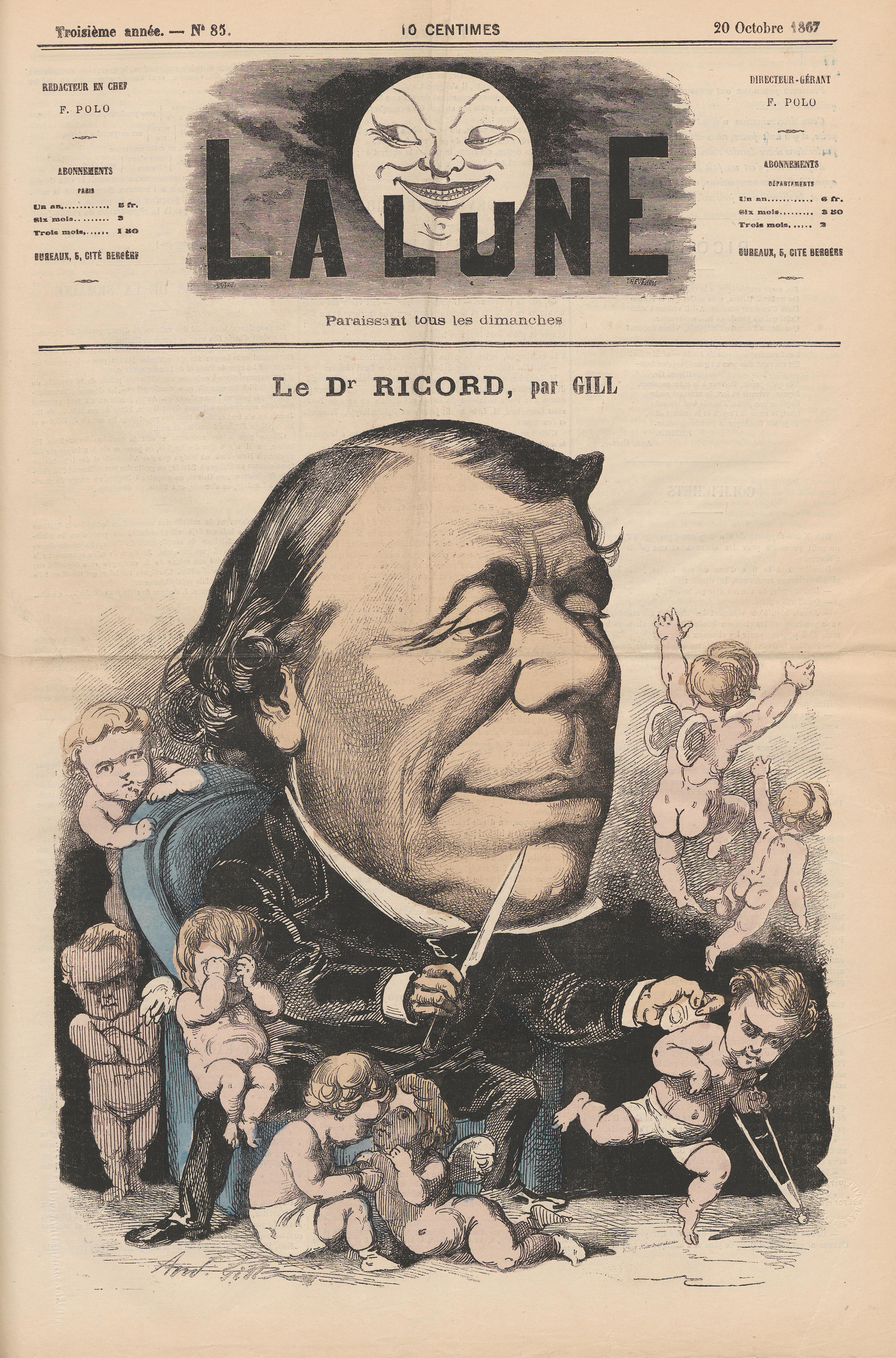
Philippe Ricord, karikatyr av André Gill, 1867

Philippe Ricord, född 10 december 1800 i Baltimore, död 22 oktober 1889 i Paris, var en fransk läkare. 
Vid 20 års ålder flyttade Ricord till Paris där han studerade under bland annat Guillaume Dupuytren och Jacques Lisfranc. Efter 6 års studier blev han medicine doktor och efter ytterligare 2 år utnämndes han till kirurg vid Bureau central.
Under åren 1831–60 var Ricord överkirurg vid Hôpital du Midi, där han hade en klinik för könssjukdomar. Efter att ha lämnat Hôpital du Midi var han inte sysslolös, bland annat så utnämndes han 1869 till konsulterade kirurg hos kejsaren och som president för sjukhusen inlade han förtjänster under belägringen av Paris 1870–71. 
Under sina första 6 år vid Hôpital du Midi ägnade sig Ricord åt ett omfattande experimentarbete rörande de olika sjukliga förändringar som könssjukdomarna orsakar. Han företog under dessa år 2626 inokulationer vilket medförde att han kunde slå hål på den av Johan Hunter framlagda identitetsläran d.v.s. att syfilis, gonorré och mjuk schanker härrörde från samma smittämne. Sitt omfattande experimenterade till trots så begick Ricord två stora misstag: det första var att förneka gonorrés smittsamhet och det andra var att hävda att syfilis bara var smittsam i sin första fas. Andra samtida läkare kom fram till andra resultat men eftersom Ricord var bergsäker på sin sak så hamnade han i en bitter strid med bland annat den i Prag verksamme läkaren Johan Ritter von Waller och den i Hamburg verksamme läkaren Fr. A. Simon. Efter 20 år kröp dock Ricord till korset när det gälde syfilisen då han själv nu kunnat observera att sekundär syfilis var smittsam. Sin uppfattning om gonorrén bibehöll hand dock ända fram till 1879 då Albert Neisser upptäckte gonorréns smittämne. 
Under sitt arbete med syfilisens symtomatologi fick han föra en hårdnackad kamp mot de åsikter som hävdade att många syfilissymtom istället var tecken på kvicksilverförgiftning. Han arbetade även med behandlingen av syfilis och här vände han sig dels mot de salivationskurer som använts i över 300 år och dels mot de som ansåg att kvicksilvret var farligare än syfilisen. Han framhöll vikten av att dosera kvicksilvret individuellt och i olika mängder vid olika fall. Ricord förordade också att behandlingen skulle pågå under mycket lång tid: 6 månader  men en daglig dos kvicksilver så stark som patienten nätt och jämnt tålde och därefter 3 månaders användning av kaliumjodid.
Ricord försökte även utröna om djur var mottagliga för syfilis eller inte. Alla hans ympningsförsök på djur slog negativt ut varför han slöt sig till att djur inte kunde få syfilis. Andra läkare kom dock fram till motsatt slutsats men Ricord viftade bara bort dessa fynd med att det inte var syfilis.